# Aalto Media Lab

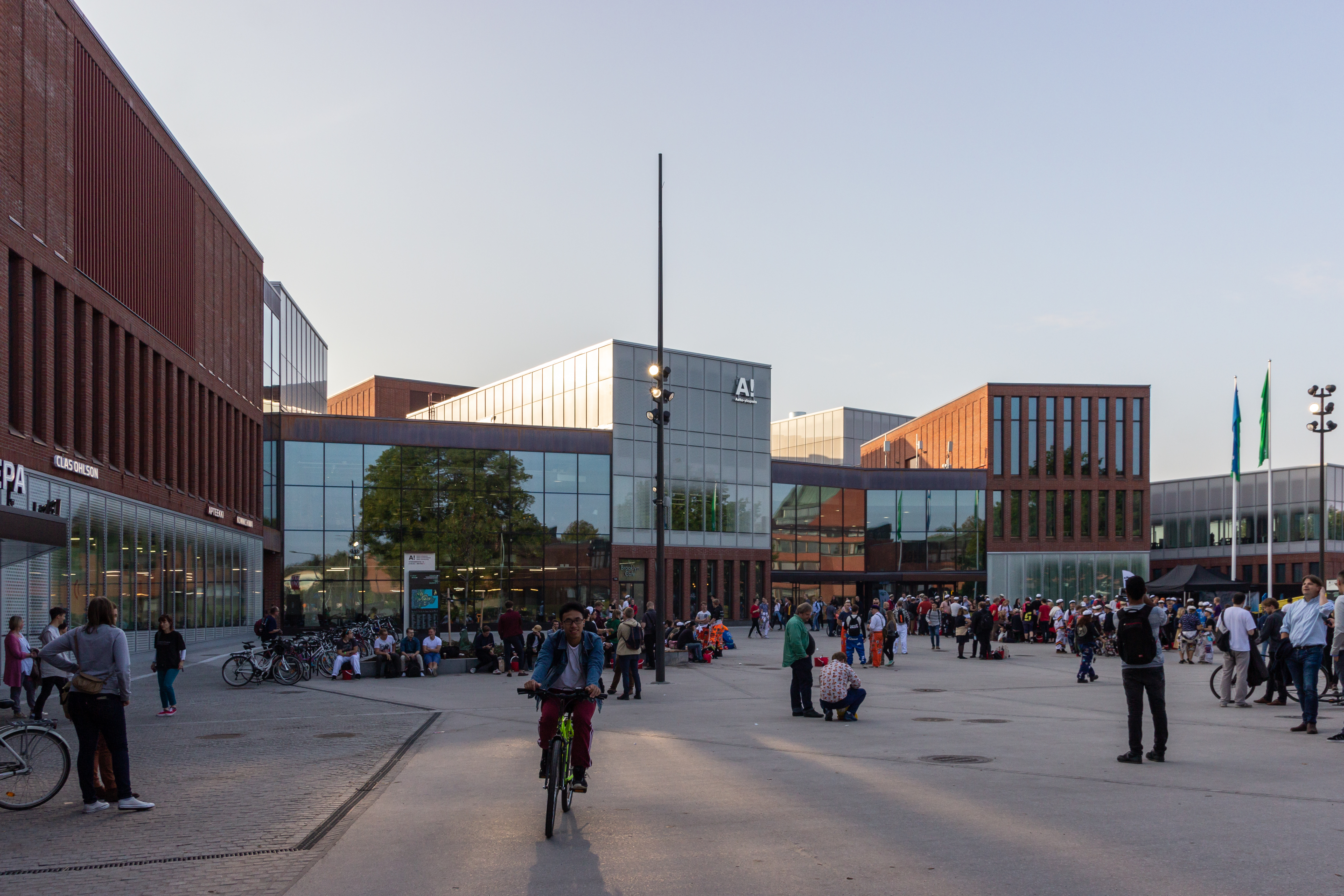
Aalto Media Lab ligger i Väre-byggnaden, bredvid universitetsplatsen och Aalto-universitetets metrostation.

Aalto Media Lab är tvärvetenskapligt laboratorium och studio med fokus på digital design och dess inverkan på kultur och samhälle. Det är en del av Institutionen för medier vid Aalto-universitetets högskola för konst, design och arkitektur i Finland. 
Media Lab är en plattform för magister- och doktorandstudier samt för forskning om design och produktion av digital kultur, digitala medier, interaktionsdesign, mediekonst och den effekt dessa har på samhället. Det är en samordnare och partner i ett antal internationella forsknings-, design- och utvecklingsprojekt med fokus på digital teknik, konst, design, medier och kultur.   
Media Lab grundades 1993. Det första MA-programmet startades 1994 och den första forskargruppen samlades 1996. Rören till Media Lab är i den tidiga skandinaviska media konst, demoscenen, spel design, hacker kultur och deltagande design samhällen. Sedan bildandet Media Lab varit en del av en aktiv digital kultur scene i Helsingfors och dess omgivningar.